# Яновські
Яновські — козацько-старшинський рід на Полтавщині. Засновник — шляхтич Михайло Яновський.
- Син Михайла Іван (Януш) Михайлович (? — після 1667) — лубенський осавул.
- Діти Януша — Іван Іванович та Семен Іванович.
- Кіндрат Іванович (? — 1803) — військовий товариш.
- Іван Семенович (? — після 1744) — значковий товариш.
- Петро Кіндратович (? — після 1787) — єфрейтор.
- Іван Іванович — бунчуковий товариш.